# Природоохоронна традиція
Природоохоронна (екологічна) традиція — елемент соціальної, релігійної і культурної спадщини, що передається від покоління до покоління негенетичної шляхом і спонукає людину до практичної, свідомої і несвідомої дії з охорони природи].

## Природоохоронні традиції щодо тваринного світу
Народна традиція українців, білорусів, молдаван влаштовувати штучні гніздування для білого лелеки істотно допомагає підтриманню чисельності популяцій цього птаха. Малинівка у німців є птахом святого Мартина-могилокопателя і її не можна ловити і вбивати. Коноплянка в деяких областях України вважається добрим птахом, який уособлював чисту, непорочну душу і користується захистом і повагою селян. У осетинів на рідкісні види звірів і птахів вводилася заборона на полювання на них.

## Природоохоронні традиції стосовно рослинного світу
Традиції насадження дерев були відомі у американських індіанців і були затребувані в 1874 р., коли у США був проведений перший день лісонасадження. Індіанці на Міссурі зовсім не рубають стоячих дерев, задовольняючись лежачими. Коли індіанці мандан ріжуть жердину для куреня, вони обв'язують її бинтом, щоб полегшити їй біль. У алтайців заборонялося просто так рвати квіти, ламати гілки дерев, викопувати коріння.

## Природоохоронні традиції у ставленні до води
Іслам проповідує дуже шанобливе ставлення до води. Шанування води вважалося одним з головних природоохоронних звичаїв алтайців, заборонялося залишати сміття біля водних джерел. В українців особливим шануванням користувалися святі криниці, як правило, присвячені Діві Марії. Вони очищалися від мулу, огороджувалися, прикрашалися стрічками та іконами і знаходилися під суворою охороною місцевого населення.

## Природоохоронні традиції щодо землі
Башкири, щоб ненароком не поранити землю, одягали спеціальні чоботи з загнутими вгору носками. У багатьох слов'янських народів заборонялося просто так тикати в землю гострими предметами і лаятися в присутності землі. Вирушаючи в далекі краї, український козак брав із собою жменьку рідної землі.

## Відродження природоохоронних традицій
Останнім часом з'явилися спроби відродження старих природоохоронних традицій — Дня лісонасадження (в Ростові), Дня птахів (в Україні). Питання відродження народних природоохоронних традицій неодноразово обговорювалося і в спеціальній літературі. Відтворення і підтримка культу дерев може бути дієвим механізмом у їх охороні. Щоб дерево стало предметом поклоніння, потрібно розвивати, популяризувати мотиви такого поклоніння. Так легенда, «прив'язана» до старого дуба, може дати привід для його охорони в народі.

## Ресурси Інтернету
- Природоохоронні традиції, звичаї і закони [недоступне посилання з липня 2019]